# 東海・北陸・愛知三連盟王座決定戦
東海・北陸・愛知三連盟王座決定戦（とうかい・ほくりく・あいち・さんれんめいおうざけっていせん）は、2005年より毎年秋季（10月または11月）に開催されている、東海地方・北陸地方の3つの大学野球連盟である愛知大学野球連盟、東海地区大学野球連盟、北陸大学野球連盟の統一王座決定大会である。

## 概要
2005年、明治神宮野球大会の出場枠の見直しにより東海・北陸3連盟で1枠に変更。その代表枠1を争う新大会として「北陸・東海地区三連盟王座決定戦」が発足。2005年は3連盟それぞれの秋季大会優勝チームによって争われた。2006年から秋季大会の2位チームにも出場権を与え「中部地区大学野球王座決定戦」、2007年から「愛知・東海・北陸三連盟王座決定戦」、2011年より「東海・北陸・愛知三連盟王座決定戦」と改題される。

## 東海・北陸地方における代表枠の歴史
- 1970年-1971年:愛知大学野球連盟、中部地区（東海地区大学野球連盟・北陸大学野球連盟の代表決定戦の勝者）から各1校。
- 1972年-1978年:中京地区（愛知大学野球連盟が編入）から1校。
  - 中部地区から中京地区に変更。
  - 中京地区は1975年から中部地区に再変更。
- 1979年-2004年:愛知大学野球連盟から1校、西暦奇数年のみ中部地区（東海地区大学野球連盟・北陸大学野球連盟の代表決定戦の勝者）から1校追加[1]の計2校。
  - 中部地区は2000年から東海・北陸に変更。
- 2005年-現在:東海・北陸3連盟から1校。

## 大会方式

### 現在の方式（2018年-）
- 4チームによるトーナメント。
- 愛知大学野球連盟・北陸大学野球連盟・東海地区野球連盟の秋季リーグ戦優勝校と開催地区連盟の2位チームが出場。

### 過去の方式（2006年-2017年）
- 6チームによるトーナメント。
- 愛知大学野球連盟・東海地区大学野球連盟・北陸大学野球連盟の秋季リーグ戦上位2チームが出場。
- 前年度の決勝戦を戦ったチームの所属連盟はシードで準決勝から出場[2]。それ以外の4チームで1回戦を戦い、勝ち抜いた2チームがシードされているチームと準決勝で対決する。決勝を制して優勝したチームが明治神宮大会への出場権を得る。
  - 延長戦は12回までノーマルルール、13回以後はタイブレーク方式（13回は打順選択制。14回以後は前回の最終打者からの継続。1アウト満塁の設定からスタート）を取る。なお決勝戦はタイブレークを採用せずノーマルルール18回までとし、引き分け再試合とする。点差によるコールドゲームはない。

### 過去の方式（2005年）
- 3校によるトーナメント。
- 愛知大学野球連盟・東海地区大学野球連盟・北陸大学野球連盟の秋季リーグ戦優勝校が出場。
- トーナメントは愛知大学野球連盟がシードで決勝から出場、1回戦は「東海地区大学野球連盟」対「北陸大学野球連盟」。1回戦の勝者がシードされている愛知大学野球連盟と対戦、優勝校が明治神宮大会への出場権を得る。

## 歴代記録

### 歴代出場校
- 2006年以降は上段がリーグ優勝、下段がリーグ2位

| 回 | 年度 | 愛知                        | 東海                              | 北陸                      |
| -- | ---- | --------------------------- | --------------------------------- | ------------------------- |
| 1  | 2005 | 愛知学院大学                | 三重中京大学                      | 福井工業大学              |
| 2  | 2006 | 愛知学院大学 中京大学       | 日本大学国際関係学部 三重大学     | 金沢学院大学 福井工業大学 |
| 3  | 2007 | 愛知学院大学 中京大学       | 三重中京大学 中部学院大学         | 福井工業大学 金沢学院大学 |
| 4  | 2008 | 愛知学院大学 中部大学       | 三重中京大学 日本大学国際関係学部 | 金沢学院大学 金沢星稜大学 |
| 5  | 2009 | 愛知大学 愛知学院大学       | 中部学院大学 日本大学国際関係学部 | 福井工業大学 金沢学院大学 |
| 6  | 2010 | 愛知学院大学 名古屋商科大学 | 三重中京大学 日本大学国際関係学部 | 金沢学院大学 福井工業大学 |
| 7  | 2011 | 愛知学院大学 愛知工業大学   | 中部学院大学 三重中京大学         | 金沢学院大学 金沢星稜大学 |
| 8  | 2012 | 愛知学院大学 名古屋商科大学 | 三重中京大学 四日市大学           | 福井工業大学 金沢学院大学 |
| 9  | 2013 | 中京大学 中部大学           | 中部学院大学 日本大学国際関係学部 | 福井工業大学 金沢星稜大学 |
| 10 | 2014 | 中部大学 愛知学院大学       | 中部学院大学 朝日大学             | 福井工業大学 金沢星稜大学 |
| 11 | 2015 | 中京大学 愛知大学           | 中京学院大学 日本大学国際関係学部 | 金沢学院大学 福井工業大学 |
| 12 | 2016 | 中京大学 名城大学           | 中部学院大学 日本大学国際関係学部 | 福井工業大学 金沢学院大学 |
| 13 | 2017 | 中京大学 名城大学           | 中部学院大学 日本大学国際関係学部 | 福井工業大学 金沢星稜大学 |
| 14 | 2018 | 名城大学                    | 皇學館大学 中部学院大学           | 福井工業大学              |
| 15 | 2019 | 中京大学                    | 日本大学国際関係学部              | 福井工業大学 金沢学院大学 |
| 16 | 2020 | 中止                        | 中止                              | 中止                      |
| 17 | 2021 | 中京大学 中部大学           | 中部学院大学                      | 福井工業大学              |
| 18 | 2022 | 名城大学                    | 皇學館大学 静岡産業大学           | 金沢学院大学              |
| 19 | 2023 | 名城大学                    | 中部学院大学                      | 金沢学院大学 福井工業大学 |

### 決勝戦
| 回 | 年度 | 優勝チーム（所属連盟・リーグ成績） | スコア | 敗戦チーム（所属連盟・リーグ成績） |
| -- | ---- | ---------------------------------- | ------ | ---------------------------------- |
| 1  | 2005 | 愛知学院大学（愛知・優勝）         | 4-3    | 三重中京大学（東海・優勝）         |
| 2  | 2006 | 愛知学院大学（愛知・優勝）         | 10-0   | 中京大学（愛知・2位）              |
| 3  | 2007 | 中京大学（愛知・2位）              | 8-0    | 中部学院大学（東海・2位）          |
| 4  | 2008 | 愛知学院大学（愛知・優勝）         | 1-0    | 三重中京大学（東海・優勝）         |
| 5  | 2009 | 愛知学院大学（愛知・2位）          | 3-0    | 愛知大学（愛知・優勝）             |
| 6  | 2010 | 愛知学院大学（愛知・優勝）         | 3-1    | 金沢学院大学（北陸・優勝）         |
| 7  | 2011 | 愛知学院大学（愛知・優勝）         | 2-0    | 愛知工業大学（愛知・2位）          |
| 8  | 2012 | 三重中京大学（東海・優勝）         | 2-1    | 愛知学院大学（愛知・優勝）         |
| 9  | 2013 | 中部学院大学（東海・優勝）         | 5-0    | 中京大学（愛知・優勝）             |
| 10 | 2014 | 中部学院大学（東海・優勝）         | 5-1    | 中部大学（愛知・優勝）             |
| 11 | 2015 | 愛知大学（愛知・2位）              | 6-0    | 中京大学（愛知・優勝）             |
| 12 | 2016 | 名城大学（愛知・2位）              | 3-2    | 中京大学（愛知・優勝）             |
| 13 | 2017 | 名城大学（愛知・2位）              | 5-3    | 福井工業大学（北陸・優勝）         |
| 14 | 2018 | 中部学院大学（東海・2位）          | 5-0    | 皇學館大学（東海・優勝）           |
| 15 | 2019 | 金沢学院大学（北陸・2位）          | 5-4    | 中京大学（東海・優勝）             |
| 16 | 2020 | 中止                               | 中止   | 中止                               |
| 17 | 2021 | 中部学院大学（東海・優勝）         | 5-4    | 福井工業大学（北陸・優勝）         |
| 18 | 2022 | 名城大学（愛知・優勝）             | 3-1    | 皇學館大学（東海・優勝）           |
| 19 | 2023 | 中部学院大学（東海・優勝）         | 6-4    | 名城大学（愛知・優勝）             |

### 優勝回数

#### 大学別
- 6回　愛知学院大学
- 5回　中部学院大学
- 3回　名城大学
- 1回　中京大学・三重中京大学・愛知大学・金沢学院大学

#### 加盟リーグ別
- 11回　愛知大学野球連盟
- 6回　東海地区大学野球連盟
- 1回　北陸大学野球連盟